# Wieland Kuijken
Wieland Kuijken (Dilbeek, 31 augustus 1938) is een Vlaams musicus en bespeler van de viola da gamba en barokcello.

## Levensloop
Hij kreeg zijn muziekopleiding eerst in huiselijk verband, vanaf 1952 aan de stedelijke muziekschool te Brugge en aan het Brussels Conservatorium in de vakken cello en piano. Toen begon hij zich ook al te interesseren voor authentieke uitvoeringen. Op achttienjarige leeftijd begon hij zichzelf wegwijs te maken op de viola da gamba.
Kuijken werd in 1959 lid van het in 1958 opgerichte Alarius-ensemble, waar hij tot 1972 deel van uitmaakte. Daarnaast speelde hij bij het 'Ensemble Musique Nouvelle' dat overal in Europa avant-gardemuziek propageerde. Hij maakte kennis met bijvoorbeeld Frans Brüggen en Gustav Leonhardt.
Vanaf 1972 tot 2003 was hij docent aan het Haags conservatorium en dat van Brussel. Hij trad voorts op als jurylid van internationale wedstrijden. In de seizoenen 2003/2004 en 2004/2005 trok hij met musici Paul Dombrecht en Robert Kohnen de Vlaamse theaters langs met een voorstelling waarin stukken van Georg Philipp Telemann werden uitgevoerd.

## Personalia
Zie het gelijknamige hoofdstuk op Sigiswald Kuijken
- Biblioteca Nacional de España: XX990580
- Bibliothèque nationale de France: cb13896200t (data)
- Gemeinsame Normdatei: 134436520
- International Standard Name Identifier: 0000 0001 2135 8878
- Library of Congress Control Number: n81150291
- Nationale Bibliotheek van Letland: 000040848
- MusicBrainz: e3cee123-59a2-4813-97c1-cabd099cb076
- Nationale Bibliotheek van Tsjechië: osa2010542011
- Nationale Bibliotheek van Israël: 987007442914805171
- Nederlandse Thesaurus van Auteursnamen: 070780730
- SNAC: w67h1r0n
- Système universitaire de documentation: 071602542
- Virtual International Authority File: 61732263
- WorldCat: E39PBJvd6Qw3XcdbwWdYFTbGHC